# Can Parellada

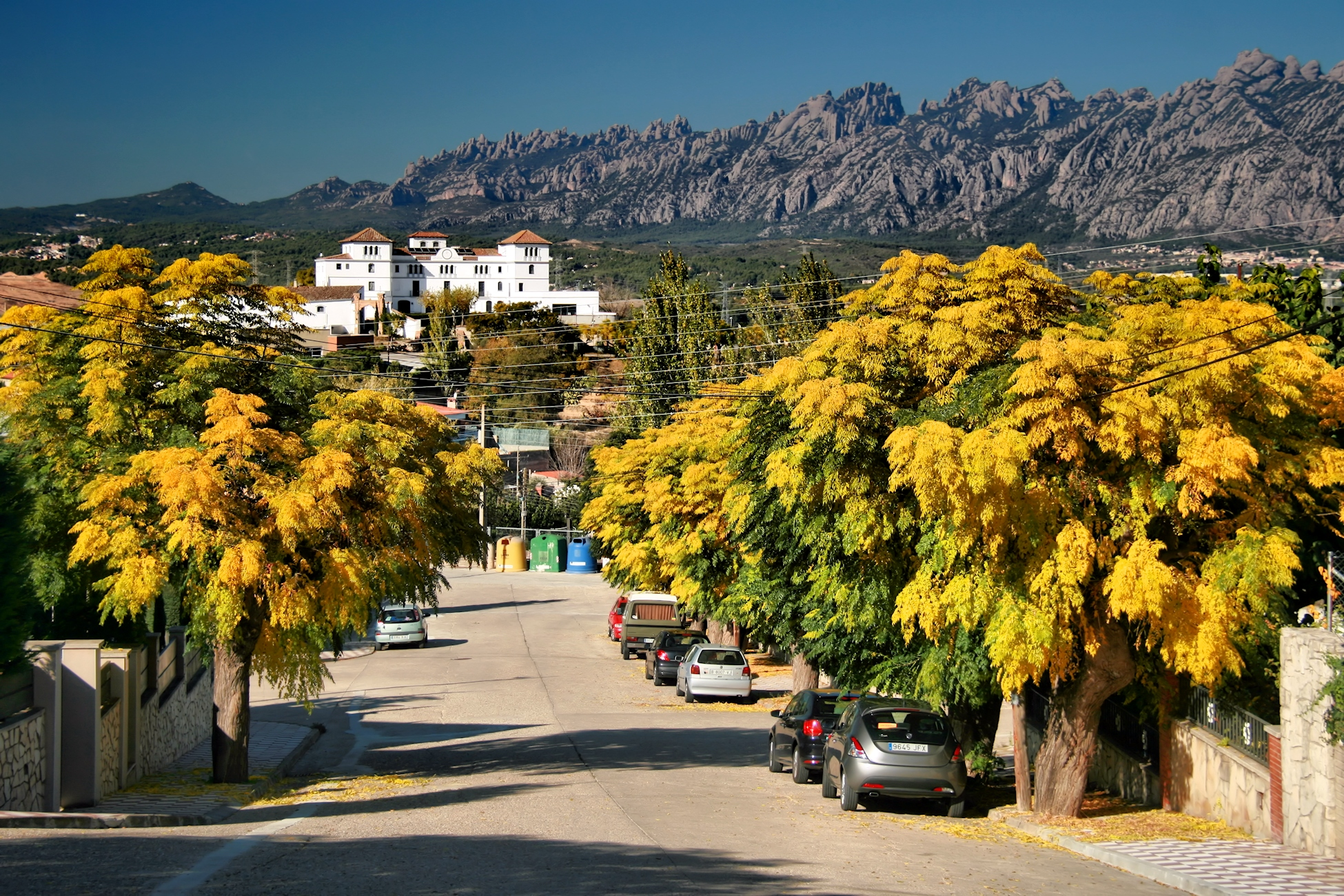
Can Parellada

Can Parellada es una urbanización que forma parte del municipio de Masquefa
 en la comarca de la Anoia en Cataluña, España . Contiene un apeadero de la línea R6 de FGC entre Barcelona e Igualada. Su población en 2022 era 1934 habitantes.
Contiene la masía de Can Parellada.